# 托斯特蛸屬
托斯特蛸屬（學名：Tusoteuthis，意为“破碎的乌贼”）又译托斯特巨鱿属、残蛸属，是一種生存於白堊紀的頭足類，化石遺骸遍布於北美洲的西部內陸海道，包括現今美國的堪薩斯州、科羅拉多州、懷俄明州、南達科他州、北達科他州，以及加拿大曼尼托巴省。其下目前只發現一個物種长托斯特蛸。先前的研究认为这种头足类可能与吸血烏賊有亲缘关系，但近期的研究认为其实际上可能是一种原始的章鱼。托斯特蛸可能会獵食其他頭足類、魚類及小型水生爬行類。因为托斯特蛸正模保存状况不佳，在2019年，有研究者认为该属可能会失效，變為疑難名，故建议应该将该属内后续描述的物种移入矛蛸属内。

## 分類學

目前發現最大的托斯特蛸屬遺骸已被重新認定實際上屬於矛蛸屬

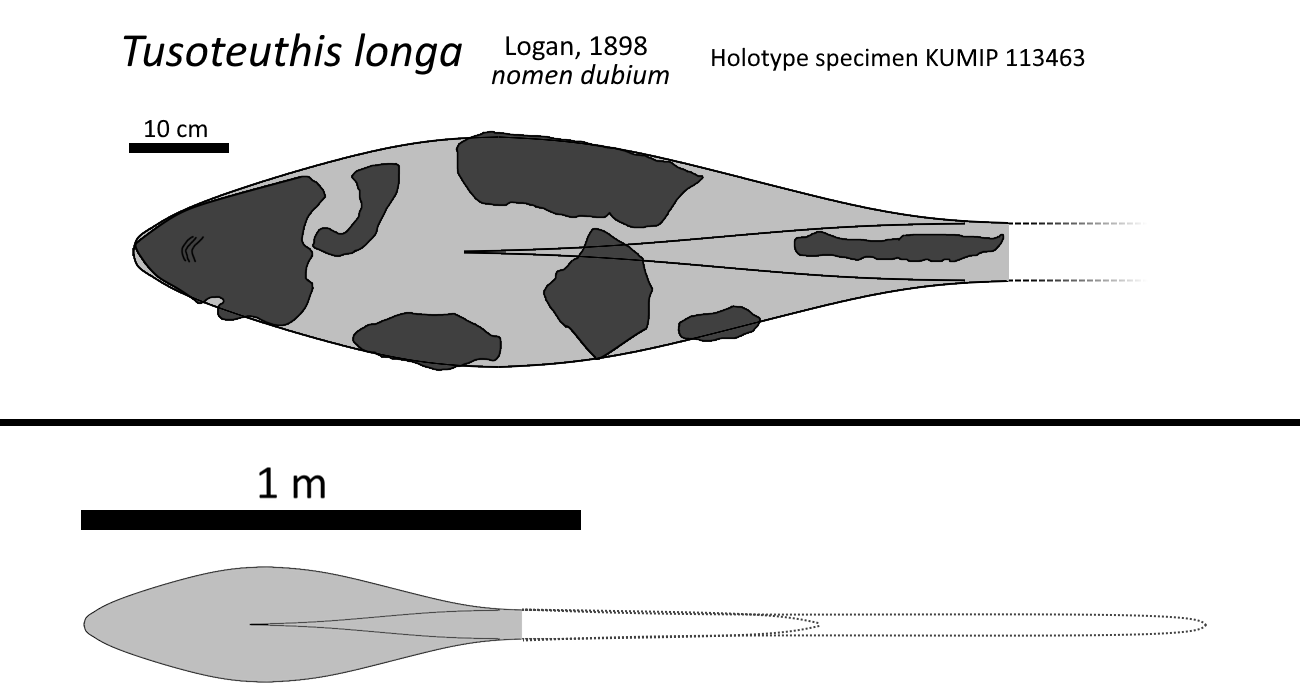
托斯特蛸屬的正模標本，暗灰色部分為實際發現到的化石部位

由於托斯特蛸屬正模標本保存狀況不佳，科學家很難認定其他被認為屬於托斯特蛸屬的化石是否真屬於托斯特蛸屬，也因此托斯特蛸屬可能會被視為是疑難名。部分原先發現的標本，包括原先用於推測托斯特蛸屬外套膜長度可與大王烏賊相當的鞘化石，目前已被認為屬於梅蘭妮矛蛸。另一個原屬於托斯特蛸屬的科班氏托斯特蛸也被移至矛蛸屬並重命名為科班氏矛蛸。

## 古環境學
托斯特蛸為活躍的掠食者，但是牠們也被其他動物掠食，尤其是多種西部內陸海道的掠食性魚類。一種稱為河畔白垩鱼的掠食性魚類的食道中就發現了托斯特蛸的內殼。托斯特蛸的內殼在這種魚的胃部，而這種魚的口部仍然張開，可見牠在吞下托斯特蛸時死亡。研究人員認為托斯特蛸的觸手及頭部仍在此魚的口外，阻塞了牠的鰓，令牠窒息而死。

## 外部連結
- Cretaceous Giant Squid at TONMO.com （页面存档备份，存于）
- Image of Cimolichthys fossil with swallowed T. longa gladius （页面存档备份，存于）
- 國家地理頻道 （页面存档备份，存于）